# Cuộc vây hãm Strasbourg
Cuộc vây hãm Strasbourg là một hoạt động quân sự trong Chiến dịch tấn công Pháp của quân đội Phổ – Đức vào các năm 1870 – 1871 đã diễn ra từ ngày 13 tháng 8 cho đến ngày 28 tháng 9 năm 1870, tại Strasbourg (tiếng Đức: Straßburg) – thủ phủ của vùng Grand Est (nước Pháp). Đây được xem là một trong những trận bao vây ác liệt và khủng khiếp nhất trong lịch sử cận đại. Sau khoảng 6 tuần chống cự quyết liệt trong vòng vây của người Đức, viên tướng chỉ huy quân đội Pháp trú phòng tại pháo đài Strasbourg là Jean Jacques Alexis Uhrich đã bị buộc phải đầu hàng đội quân vây hãm của Đức (với các lực lượng đến từ Phổ, Liên bang Bắc Đức, Baden cũng như các quốc gia ở miền Nam Đức) dưới quyền chỉ huy của Thượng tướng Bộ binh Phổ August von Werder vào cuối tháng 9 năm 1870. Về mặt chiến lược quân sự, đây không phải là một thắng lợi quan trọng do quân đội Đức vốn đã làm chủ miền Đông Pháp và trung tâm của chiến sự đang nằm ở Paris, chiến thắng Strasbourg có ý nghĩa biểu tượng rất lớn đối với phía Đức: sau khi Strasbourg rơi vào tay người Pháp trong khoảng gần 2 thế kỷ trước đó, lực lượng quân sự của Đức đã giành lại được thành phố này. Cuộc thất thủ của các pháo đài như Metz hay Strasbourg trong giai đoạn thứ hai của Chiến tranh Pháp - Đức đã góp phần cho thấy Chính phủ Vệ quốc Pháp cũng không thành công gì hơn nền Đế chế thứ hai của Napoléon III vốn đã sụp đổ vào đầu tháng 9.
Sau thắng lợi quyết định của quân đội Đức trong trận Wœrth vào ngày 6 tháng 8 năm 1870, pháo đài kiên cố Strasbourg nhanh chóng trở thành mục tiêu của quân Đức. Quân chính quy Pháp chỉ chiếm một phần nhỏ trong đội quân phòng ngự pháo đài này (vốn bao gồm các lực lượng như Vệ binh quốc gia, Garde Mobile, ...), và vị tướng già Uhrich đã được bổ nhiệm làm người chỉ huy pháo đài khi chiến tranh bùng nổ năm 1870. Vào ngày 11 tháng 8, Sư đoàn Baden được giao nhiệm vụ quan sát Strasbourg, và họ thiết lập các vị trí của mình vào ngày 12 tháng 8. Sau đó, phía Đức bắt đầu dội một số quả đạn pháo vào các công sự và nã súng hỏa mai, nhưng bị quân trú phòng Pháp bắn trả. Hôm sau (13 tháng 8), quân Pháp mở một cuộc đột vây để trinh sát và thu được nhiều tiếp tế. Đầu ngày 14 tháng 8, một khẩu đội pháo và 3 khẩu đội bích kích pháo của Đức được khai triển và khả năng của lính pháo binh Đức cùng với sự chính xác của các khẩu pháo đã gây tổn hại đến các công sự. Đến ngày 15 tháng 8, đại bác của Phổ đã nhằm về khu vực phòng ngự thứ hai của Pháp, và quân Đức tiếp cận với thị trấn trong đêm. Trước sự công pháo vô cùng ác liệt của quân đội Đức, thành phố Strasbourg chịu rất nhiều thiệt hại. Một đám cháy lớn bốc lớn tại Strasbourg, và một số dân thường bị thiệt mạng. Nhưng ngày hôm sau, quân Pháp còn chịu thảm họa lớn hơn: để ngăn ngừa quân Đức thiết lập các khẩu đội pháo mới, tướng Uhrich đã phái một lực lượng bộ binh, kỵ binh và pháo binh tiến hành thám sát về hướng tây. Một cuộc giao tranh nổ ra, và quân Đức đánh bại được đội quân Pháp này, thu được một số khẩu pháo về tay mình. Một sĩ quan Pháp cũng bị trọng thương. Hôm sau (ngày 17 tháng 11), một cuộc đột vây khác của quân Pháp cũng bị quân Đức đập tan. Cho đến ngày 19 tháng 8, pháo binh của Baden tiếp tục đấu pháo với quân đồn trú, gây nhiều hư hại ở Strasbourg. Tại thành phố Kehl, nhà thờ đã bị chuyển thành nhà thương. Một cuộc đột vây của quân Pháp cũng diễn ra ở bên ngoài làng Schiltigheim kế bên Strasbourg, nhưng bị bẻ gãy. Vốn từ ngày 14 tháng 8, tướng Von Werder của Phổ được chỉ định làm tư lệnh của quân đoàn vây hãm của Đức (với vài sư đoàn Phổ - Đức, pháo binh và công binh), và từ sau ngày 18 tháng 8, các lực lượng trừ bị của Phổ đã tiếp cận với Strasbourg.
Vào ngày 21 tháng 8, các khẩu công thành pháo của Phổ – - Đức cũng được đưa đến. Quân đội Đức đã tăng cường vòng phong toả Strasbourg, vào ngày 23 tháng 8, tướng Werder xuống lệnh cho 40 khẩu công thành pháo Phổ cùng với pháo dã chiến Bayern oanh kích vào thị trấn, trong khi các khẩu đội pháo Baden ở Kehl oanh kích thành trì. Pháo binh Baden tại Kehl tở ra rất hiệu quả, gây cháy lớn ở thành trì Strasbourg. Pháo binh Pháp kháng cự quyết liệt, làm thị trấn Kehl bị cháy rụi. Trong khi thị trấn và pháo đài Strasbourg ở bờ trái sông Rhein bị pháo kích dữ dội, lực lượng bộ binh Đức tiến gần hơn đến Strasbourg. Đêm hôm đó, bộ binh Baden đã đến cách pháo đài chưa đầy 1.000 bước. Đêm hôm đó, công thành pháo của Phổ cũng khai hỏa và gây Strasbourg bị tàn phá nặng nề. Nhà thờ chính tòa của Strasbourg bị hư hại, thư viện đồ sộ của thành phố cũng bị phá hủy, nhiều dân thường thiệt mạng,... Trưa ngày 26 tháng 8, quân đội Đức tiếp tục pháo kích cho đến cả ngày 27 tháng 8, nhưng vẫn không thể buộc Uhrich đầu hàng. Tướng Werder quyết định tiến hành một cuộc vây hãm thông thường với đầy đủ vật liệu trong tay. Cho đến đêm ngày 29 tháng 8 năm 1870, đường hào ngang thứ nhất đã được thiết lập về phía tây nam, trong khi vào đêm ngày 31 tháng 8, quân Đức mở đường hào ngang thứ hai. Đầu ngày 2 tháng 9, họ đẩy bật một cuộc đột vây mạnh mẽ của quân Pháp. Đến ngày 9 tháng 9, pháo lực của Phổ đã ồ ạt nã đạn về Strasbourg, gần như làm câm tịt các hỏa điểm của quân Pháp. Ngoài ra, một chi đội pháo binh Baden cũng nã đạn từ Kehl về phía thành trì – được cho là nơi quân Pháp trú ẩn sau khi thị trấn bị phá hủy. Sau một thời gian ngắn, hệ thống phòng ngự của Pháp bị đổ nát. Ngày 27 tháng 8, tiếng súng của quân phòng ngự của Strasbourg đã im ắng. Trước sự hủy hoại nặng nề đối với thành phố Strasbourg, Uhrich cuối cùng đã đầu hàng vào ngày 28 tháng 9. Cuộc đầu hàng của Strasbourg đã mang lại cho người Đức một số lượng tù binh và chiến lợi phẩm rất lớn (tỷ như 12.000 khẩu súng trường Chassepot).
Tướng August von Werder đã dẫn đầu đoàn quân vây hãm tiến vào Strasbourg trong ngày 30 tháng 9 năm 1870, nhân kỷ niệm 200 năm ngày quân đội Pháp chiếm đóng Strasbourg.